# محنة البريء (رواية)
محنة البراءة أو محنة البريء -كما جاء في ترجمة دار الأجيال للترجمة والنشر- (بالإنجليزية: Ordeal by Innocence) رواية تحقيق من تأليف أغاثا كريستي، نشرت لأول مرة في المملكة المتحدة في نوفمبر/تشرين الثاني 1958، وفي الولايات المتحدة الأمريكية في العام الذي يليه. تعد الرواية واحدة من أحب روايتين إلى أغاثا كريستي إضافة إلى رواية «البيت المائل». تميزت الرواية بالتركيز على الجانب النفسي وبسيكولوجية البراءة.

## ملخص الرواية
راينا أرغيل، امرأة ثرية وتحب المشاريع الخيرية خاصة ما تعلق منها بالأطفال، لكنها لا تستطيع الإنجاب، فقررت وزوجها السيد أرغيل تبني طفل لتعويض ذلك النقص. كانت ماري، فتاة شوارع أمريكية التقيا بها خلال رحلتهما إلى نيويورك ذلك الطفل. عند اندلاع الحرب العالمية الثانية، تقيم السيدة أرغيل ملجأ للأطفال لحمايتهم من القصف، لكن عقب نهاية الحرب ومجيء موعد رحيل الأطفال تقرر الاحتفاظ ببعضهم وتبني المزيد: كريستينا، جاك، مايكل، هيستر.
تمر السنين، ويكبر الأبناء، وتظهر لدى جاك -أو جاكو- نزعة للإجرام والانحراف، ويسبب العديد من المتاعب لوالديه بالتبني. في أحد الأيام يأتي غاضبا إلى البيت، ويطلب من والدته مالا لتخليصه من مشكلة وقع فيها، لكن والدته ترفض ذلك وتقول أنه آن الأوان ليتعلم من أخطاءه ويعتمد على نفسه. في وقت آخر من تلك الليلة يتم إيجاد السيدة أرغيل مقتولة وتكون مدبرة المنزل الآنسة كريستن هي من يكتشف جثتها، يصبح جاكو هو المتهم الأول بالجريمة، وبعد العثور على بصمات أصابعه على سلاح الجريمة ومبلغ مسروق من المال في جيبه إضافة إلى شهادة جميع أهل البيت -السيد ارغيل وسكرتيرته الآنسة فوغان والابنة هيستر ومدبرة المنزل كريستن بينما كان مايكل وكريستينا خارج البيت- بأنه تشاجر مع والدته بسبب ذلك المال، تتم إدانته ويموت بعد فترة في السجن بسبب مرض أصابه. لكن جاكو قبل اعتقاله يقدم دليل براءة، وهو أنه كان غائبا عن مسرح الجريمة لدى وقوعها ويؤكد أنه وقت وقوع الجريمة قام شخص بنقله بسيارته، لكن لا يتم إيجاد أي أثر لذلك الشخص، ويتم اعتبار ما قاله جاكو كذبة لتخليص نفسه.
بعد فترة من الزمن، يأتي إلى منزل آل أرغيل -والمسمى بمنزل صني بوينت- الدكتور كالغاري، ويعيد على أفراد الأسرة تفاصيل القضية، فيستغربون ويسألونه عن سبب مجيئه وإعادة تذكيرهم بالقضية الأليمة. يجيب بأنه هو من قام بنقل جاكو في سيارته تلك الليلة.
يصدم الجميع، ثم يوضح الدكتور كالغاري أنه بعد إيصاله جاكو في تلك الليلة تعرض لحادث سير سبب له ارتجاجا دماغيا، فلم يستطع تذكر أي شيء، وحتى بعد شفاءه غادر البلاد مباشرة إلى القطب الجنوبي في مهمة عملية، فلم تسنح له الفرصة لقراءة ما كتبته الصحف عن القضية، لكنه وبمرور الأيام تذكر كل ما حدث تلك الليلة.
أكثر ما يثير دهشة الدكتور كالغاري هو ردة فعل عائلة أرغيل، فقد أبدوا ردة فعل غريبة لم يستطع تفسيرها بدل أن يفرحوا بتبرئة جاكو من جريمة القتل. يعيد الشرطة فتح التحقيق في القضية.
يطلب رب العائلة السيد أرغيل من أفراد أسرته الاجتماع رفقة محامي الأسرة لمناقشة الموضوع، يبدي أفراد العائلة استياءهم من إعادة الشرطة لاستجوابهم وطرح نفس الأسئلة التي أجابوا عليها منذ سنين، وبينما يصر بعضهم على أن القاتل لص من خارج المنزل، يرى آخرون أن أحد أفراد العائلة هو من نفذ الجريمة وأنه قد يكون أي واحد من الذين كانوا موجودين في المنزل تلك الليلة، بمن فيهم كريستينا ومايكل اللذان ادعيا أنهما كانا خارج البيت ليلة الجريمة، فقد ظهرت أدلة جديدة تؤكد أنهما كانا في محيط البيت وكان بإمكان أي واحد منهما ارتكاب الجريمة تماما كبقية أفراد الأسرة ممن كانوا في داخل البيت.
و هكذا يبدأ شك كل واحد في الآخر، تشك تينا في مايكل، والسيد أرغيل يخشى من إعلان خطوبته لسكرتيرته كي لا تشك فيه الشرطة، وخطيب هيستر يشك بها إلى حد الشجار، وهكذا حلمت هيستر بأنها كانت على وشك الوقوع في البركان وأن الدكتور كالغاري كان يمد لها يده، فذهبت إلى مكتبه وطلبت مساعدته.
يقرر الدكتور كالغاري هو الآخر المساهمة في التحقيق، من جهة أخرى في منزل صني بوينت يبدي زوج ابنة عائلة أرغيل، ماري، السيد فيليب ديورانت، اهتمامه بالقضية ويبدأ بطرح الأسئلة على الجميع والتحري، مما يثير خوف زوجته عليه. وبالفعل تكون مخاوفها في محلها، فبعد فترة تجد كريستينا فيليب مقتولا فوق مكتبه وهي الأخرى يتم طعنها. يرى الدكتور كالغاري أن المجرم حتما أحد أفراد الأسرة وأن فيليب وكريستينا توصلا لهويته أو على الأقل شيء يدينه.
في الأخير يستنتج الدكتور كالغاري أن المجرم الحقيقي هو كريستن ليندوستورم، مدبرة المنزل، التي خدمت العائلة بوفاة لسنين طويلة وأن جاكو رغم عدم ارتكابه للجريمة بيديه فهو ليس بريئا تماما منها، فهو من حرض كريستن على ارتكابها، وإعطاء المال له بعد أن أوهمها بحبه لها وينوي الزواج بها -وكان جاكو معتادا على خداع النساء خاصة متوسطات العمر ككريستن-، ويطمئنها جاكو بأن لا أحد سيشك بها، وأنه هو الآخر سيؤمن دليل غياب عن مسرح الجريمة. لكن الأمور سارت عكس ما تمناه هذا الأخير، فلم يكن يعلم أن دليل غيابه لن يظهر إلا بعد أن تتم إدانته، وتوضح كريستن أنها لم تقدم على فعل أي شيء لإنقاذ جاكو بعد سجنه لأنه في اليوم الموالي لإلقاء القبض عليه جاءت امرأة شابة إلى البيت وقالت أنها زوجة جاكو، فعرفت أن جاكو قام بخداعها وأنه لم يحبها أبدا بل استغلها كوسيلة لتنفيذ مخططاته للاستيلاء على أموال والدته، فرأت أنه يستحق أن يتعذب طيلة حياته في السجن.

## شخصيات الرواية
- راينا أرغيل: امرأة ثرية، تحب المشاريع الخيرية خاصة ما تعلق منها بالأطفال، لكنها عاقر.
- السيد أرغيل: زوج السيدة أرغيل.
- ماري ديورانت: الابنة الكبرى لعائلة أرغيل بالتبني، أمريكية الأصل.
- كريتسينا -تينا- ارغيل: ابنة عائلة أرغيل بالتبني، أمها الحقيقية إنجليزية وأبوها الحقيقي بحار هندي.
- مايكل -ميكي- ارغيل: ابن عائلة أرغيل بالتبني، تخلت عنه أمه السكيرة.
- جاكو أرغيل: ابن عائلة أرغيل بالتبني.
- هيستر أرغيل: ابنة عائلة أرغيل بالتبني، وهي ابنة غير شرعية لممرضة إيرلندية.
- كريستن ليندستورم: ممرضة سويدية عملت في الملجأ الذي أقامته السيدة أرغيل خلال الحرب، وقررت البقاء بعد نهاية الحرب كمدبرة منزل عائلة أرغيل.
- آرثر كالغاري: عضو في البعثة العلمية للقطب الجنوبي، وهو الذي يقدم دليل براءة جاكو.
- فيليب ديورانت: زوج ماري.
- دكتور ماكماستر: طبيب، وهو على دراية واطلاع بالحالة النفسية لجاكو.
- المفتش هوش: المكلف بالتحقيق في القضية.

## الأهمية الأدبية والتلّقي
اختتم فيليب جون ستيد مراجعته للرواية في ملحق تايمز الأدبي بتاريخ 12 ديسمبر في عام 1958 قائلًا: «إنّ مخرج محنة البريء أدنى من مستوى البراعة المعتاد للسيّدة كريستي، إذ يفتقر الكتاب إلى سمات أخرى يتوقّعها قرّاؤها منها. ماذا حلّ بالابتهاج والروح الطيّبة المنعشة التي تشكّل أساس لعبة التحقيق في العديد من قصصها؟ تخرج محنة البريء من هذا المضمار البهيج وتعلق في محاولة شبيهة بالخيال النفسي. إنّها أقرب لأن تكون جزءًا من محادثة يتبادل فيها الكثير من الأشخاص أطراف الحديث؛ أشخاص يصعب علينا الانتباه لهم على قدم المساواة لأنه لا توجد مساحة كافية لترسيخ وجودهم. إنّ هذا النوع من المهارة -والذي سُحق في هذه القصة- ليس نوعًا يتفوّق فيه المؤلف، ويشعر القارئ بأن الآنسة ماربل وبويروت غير موافقين تمامًا على العمل برمّته».
قدّمت سارة راسل من صحيفة الجارديان مراجعةً قصيرةً للرواية في العدد الصادر بتاريخ 9 ديسمبر من عام 1958، إذ قالت «يدفع الشعور بالتعاطف العديد من الأشخاص لترك عدد كاف من المشتبه بهم في جريمة قتل عائلية مفتوحة منذ سنتين، وهو أمر غير اعتيادي بالنسبة للسيدة كريستي؛ لكنّ حل اللغز سليم والقصّة محبوكان جيدًا».
أعطى موريس ريتشاردسون رأيه في هذه الرواية قائلًا «أومأ المحارب القديم نورن برأسه بشأن هذه الرواية. هناك براعة بالطبع، لكنها تفتقر إلى محور رئيسي. تتسم شخصيات الرواية بالملل، أمّا الحوار فسهل التحطّم وصعب الفهم؛ مثل السكر المحروق». اختتم ريتشاردسون مراجعته قائلًا: «لا يناسب النهج الاجتماعي- النفسي الجاد أغاثا كريستي بشكل أو بآخر. لا تشعر بالراحة إلا بعد حدوث النهاية المحمّلة بمفاجأة كبيرة».
اعتبر روبرت بارنارد هذه الرواية «واحدة من أفضل [خمسينيات كريستي]، وواحدة من مفضّلات كريستي الخاصة (على الرغم من اختيارها لعناوين مختلفة في أوقات مختلفة). أسلوب خمسة خنازير صغيرة المتمثّل بالقتل في الماضي، والقاتل المدان الذي مات في السجن بريئًا. [تكذية]». قيّم بارنارد الرواية على أنّها «تفتقر إلى التحقيق، لكنّها غنيّة إلى حدّ ما فيما يتعلّق بالملاحظة الاجتماعية. هناك فهم فيما يتعلّق بمعاملة الأطفال المتبنّين، لكنّها غير لبقة بشأن مسألة اللون: [تمتلك تينا دائمًا الحصان الأسود... ربّما بسبب نصفها غير الأبيض]».

## الاقتباس
أُصدر فيلم سينمائي مُقتبس في عام 1985 من إخراج ديزموند ديفيس. الفيلم من بطولة دونالد سثرلاند في دور آرثر كلجاري، وسارة ميلز في دور ماري دوارنت، وكريستوفر بلامر في دور ليو أرجيل، وإيان ماكشين في دور فيليب دورانت، ودينا كويك في دور غويندا فوغان، وفاي دوناوي في دور رايتشل أرجيل. يُعتبر هذا الفيلم واحدًا من آخر الاقتباسات على الشاشة الكبيرة؛ تختلف الحبكة عن حبكة الرواية، لكنّها تبقي على كالغاري بصفته محققًا. غُيّرت بعض العوامل المرتبطة بالأسرة بالإضافة إلى بعض الشخصيات.
- اقتبست من الرواية إحدى حلقات مسلسل «أغاثا كريستي ماربل» من إنتاج قناة ITV عام 2007 وبطولة جيرالدين ميكإيواين، مع الإشارة إلى أن ماربل لم تظهر في الرواية، وقد تم إجراء تعديلات على الأحداث والشخصيات.
- تم اقتباس مسرحية من الرواية عام 2007 في نيويورك، الولايات المتحدة الأمريكية.
- تم تحويل الرواية إلى رواية مصورة من قبل دار النشر «هاربر كولينز» عام 2008.

## العناوين العالمية
في بعض الترجمات تم الحفاظ على العنوان الأصلي وتغييره في ترجمات أخرى، مثل: «واحد منا» في الترجمة التركية، «حجة غياب» في الترجمة الهنغارية، «آثار الموت» في الترجمة النرويجية، «الخطأ الرهيب» في الترجمة الألمانية.

## روابط خارجية
- معلومات حول الكتاب في الموقع الرسمي لأغاثا كريستي (باللغة الإنجليزية).[وصلة مكسورة]
- معلومات حول الفيلم الذي اقتبس عام 1984 من الرواية (باللغة الإنجليزية).
- معلومات حول حلقة مسلسل «أغاثا كريستي ماربل» التي اقتبست من الرواية عام 2007. (باللغة الإنجليزية).
- معلومات حول الرواية في الموقع الرسمي لدار الأجيال (باللغة العربية).